# Arne Hurlen
 (décembre 2023).
La mise en forme du texte ne suit pas les recommandations de Wikipédia : il faut le « wikifier ».
Les points d'amélioration suivants sont les cas les plus fréquents :
- Les titres sont pré-formatés par le logiciel. Ils ne sont ni en capitales, ni en gras.
- Le texte ne doit pas être écrit en capitales (les noms de famille non plus), ni en gras, ni en italique, ni en « petit »…
- Le gras n'est utilisé que pour surligner le titre de l'article dans l'introduction, une seule fois.
- L'italique est rarement utilisé : mots en langue étrangère, titres d'œuvres, noms de bateaux, etc.
- Les citations ne sont pas en italique mais en corps de texte normal. Elles sont entourées par des guillemets français : « et ».
- Les listes à puces sont à éviter, des paragraphes rédigés étant largement préférés. Les tableaux sont à réserver à la présentation de données structurées (résultats, etc.).
- Les appels de note de bas de page (petits chiffres en exposant, introduits par l'outil «  Source ») sont à placer entre la fin de phrase et le point final[comme ça].
- Les liens internes (vers d'autres articles de Wikipédia) sont à choisir avec parcimonie. Créez des liens vers des articles approfondissant le sujet. Les termes génériques sans rapport avec le sujet sont à éviter, ainsi que les répétitions de liens vers un même terme.
- Les liens externes sont à placer uniquement dans une section « Liens externes », à la fin de l'article. Ces liens sont à choisir avec parcimonie suivant les règles définies. Si un lien sert de source à l'article, son insertion dans le texte est à faire par les notes de bas de page.
- La présentation des références doit suivre les conventions bibliographiques. Il est recommandé d'utiliser les modèles {{Ouvrage}}, {{Chapitre}}, {{Article}}, {{Lien web}} et/ou {{Bibliographie}}. Le mode d'édition visuel peut mettre en forme automatiquement les références.
- Insérer une infobox (cadre d'informations à droite) n'est pas obligatoire pour parachever la mise en page.

Pour une aide détaillée, merci de consulter Aide:Wikification.
Si vous pensez que ces points ont été résolus, vous pouvez retirer ce bandeau et améliorer la mise en forme d'un autre article.
Arne Hurlen, né le 17 juillet 1970 à Rælingen, en Norvège, est un auteur, compositeur et interprète norvégien. Chanteur et guitariste, il forme le groupe Postgirobygget dans les années 1990 avec le guitariste Nils Petter Time, le bassiste Gunnar Westgaard, le batteur Erik Widding et le claviériste Øyvind Kolset. Le groupe fait ses débuts dans le milieu étudiant au NTNU à Trondheim.

## Biographie

### Formation
Arne Hurlen naît en 1970 à  Rælingen, en Norvège. Dans les années 1990, Arne Hurlen entre à l'Institut de technologie marine de l'université norvégienne de sciences et de technologies (NTNU), à Trondheim. Il se destine à une carrière d'ingénieur civil.

### Débuts dans la musique

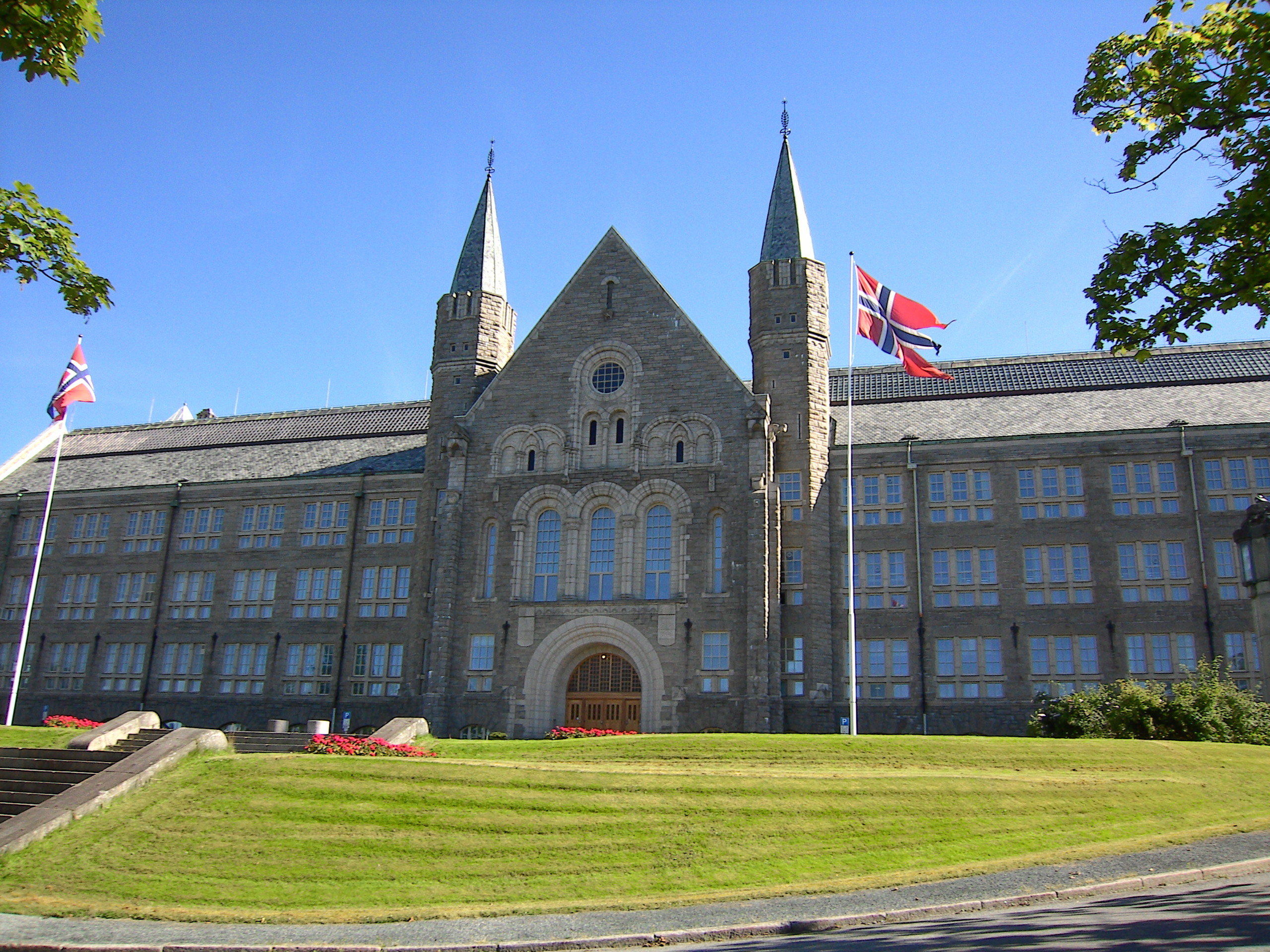
Le savoir pour un monde meilleur, devise de la NTNU à Trondheim (en photo de l'entrée principale)

En parallèle à ses études scientifiques, Arne Hurlen exerce la musique avec des amis étudiants. Ils forment le groupe The Pissed Off Sons (« Les fils grave vénèr »), nommé ainsi d'après les déclarations outrancières du chanteur Axl Rose lors d'une interview donnée  à Spin Magazine, revue spécialisée dans la musique,. Avec des reprises, le groupe se produit pour la première fois sur scène au festival culturel Ruka 1994. Pour Noël de l'année suivante, Arne Hurlen compose 23 chansons inédites, il les enregistre sur CD. Les Pissed Off Sons ne survivent pas à plus de deux concerts et se séparent. Néanmoins, à l'occasion de ces nouveaux titres et de l'enregistrement d'une maquette, la nouvelle formation musicale (Il ne reste plus qu'Arne Hurlen de l'ancien groupe) se baptise Postgirobygget. La démo s'intitule Vennligst lukk døren (« prière de fermer la porte ») et se vend localement à hauteur de 1500 exemplaires. Ils récidivent la même année (1995) avec le CD démo Rivd.

### Postgirobygget

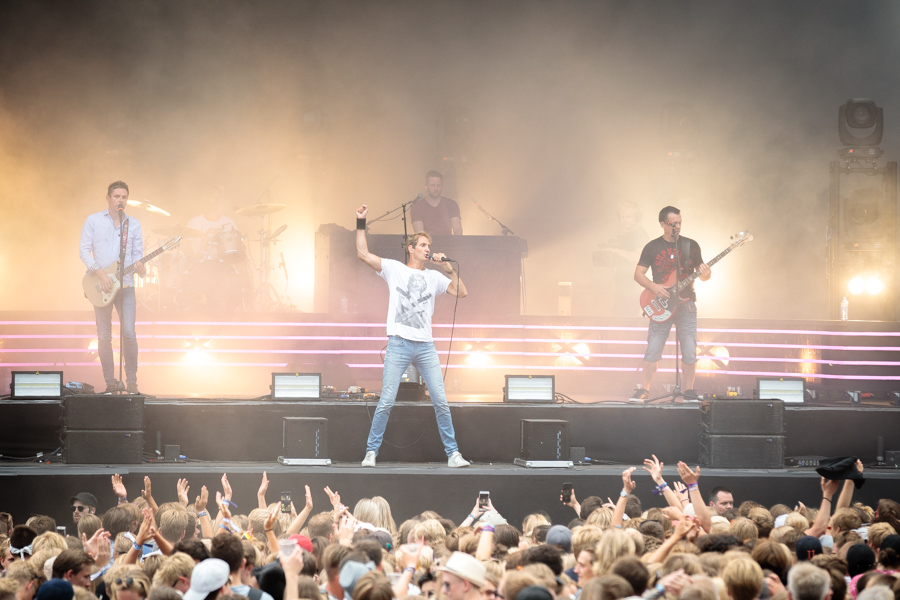
Postgirobygget au festival de Stavern en juillet 2018 (180857)

Le véritable album qui lance la carrière musicale d'Arne Hurlen et du groupe Postgirobygget, Melis (« sucre glace »), sort en 1996. C'est un succès et plusieurs des titres qui le composent, deviennent des hits dans tout le pays : Bohemen leve (« vie de Bohème »), Sløv uten dop (« drogué sans drogue ») et En solskinnsdag (« un jour ensoleillé ») et Idyll (« idylle »), Pour ce dernier titre, Arne Hurlen confie le contexte de sa création au quotidien Dagbladet, qui le rapporte ainsi :
« Cette dernière chanson, l'un des très grands succès et un élément régulier des nombreux concerts estivaux de Postgirobygget, a été créée par une froide journée de janvier 1992. Hurlen était, en fait, censé réviser pour un partiel de maths dans ce qu'on appelait à l'époque le Collège technique de Norvège.
"Il y avait beaucoup de neige, du vent et il faisait froid. J'avais la tête à rêvasser à l'été passé", a-t-il déclaré lors d'une interview avec Dagbladet en 2018. Il s'ennuyait et se mit à coucher les paroles d'Idyll dans son cahier, ignorant que la chanson deviendrait l'une des plus célèbres et des plus appréciées du pays.
"Puis je suis allé dans la pièce voisine où il y avait une guitare. J'ai joué jusqu'au bout et le morceau était terminé." ».  

— Propos d'Arne Hurlen de 2018, repris dans Dagbladet, "Dette er Arne Hurlen", 5 janvier 2021. 

### Succès
Le succès rapide et la notoriété instantanés qu'acquiert le groupe font réfléchir Arne Hurlen, qui confie à la presse norvégienne : 
« Juste après notre percée, je vivais à Trondheim et je ne me sentais pas à l'aise avec cette soudaine célébrité. Alors j’ai décidé de ne pas accepter certaines choses, de ne pas apparaître dans des interviews et de ne pas passer à la télévision. Et tout s'est très bien déroulé sans... ».
Outre la notoriété musicale et l'estime populaire, le succès financier est aussi au rendez-vous : ainsi pour Arne Hurlen, en qualité de chef d'entreprise, le journal VG estime à 20 milliards de couronnes norvégiennes le chiffre des dividendes dégagés entre 2017 et 2022.

### Vie privée
Discret dans les médias et donnant peu d'entretiens  notamment sur sa vie privée, Arne Hurlen crée la surprise en se mariant (avec la femme d'affaires Kathrine Dorothea van Tangen) sur une île de la baie d'Oslo en septembre 2023,,,.

## Autres faits notables

### 2007: roman pour la jeunesse
Arne Hurlen se lance en tant qu'auteur pour la jeunesse en 2007 avec le roman Ingen dør i Hammerdalen (« personne ne meurt à Hammerdalen »).

### 2013: accident de scène

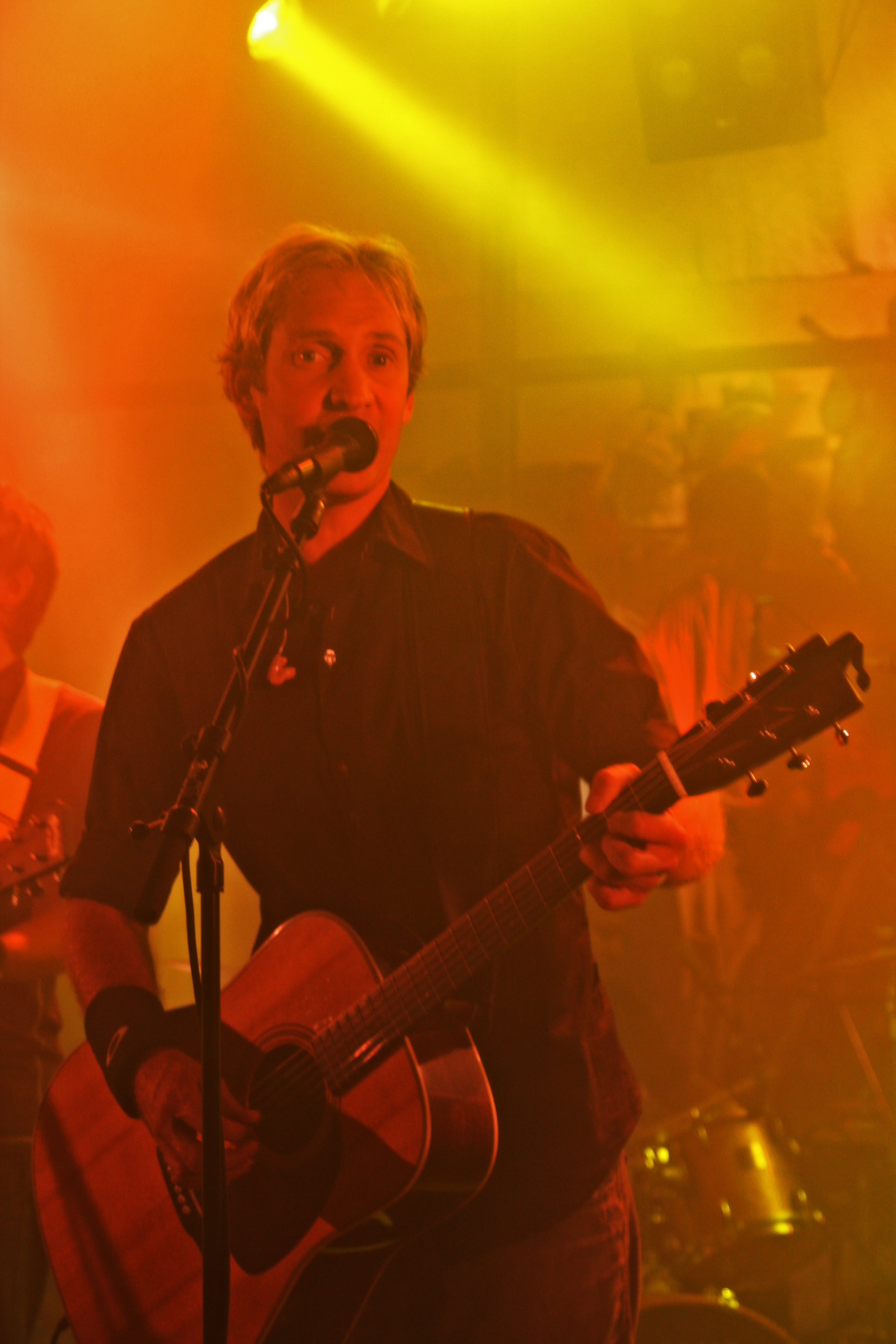
Arne Hurlen

Le 12 octobre 2013, lors d'un concert de Postgirobygget au Rockefeller, importante scène musicale à Oslo, Arne Hurlen fait un faux pas et chute gravement dans la fosse. Il relate ainsi l'accident :
« Et puis ça a mal tourné. Mon pied qui devait s'appuyer sur le garde-corps n'a pas touché le bord et j'ai plongé en avant, une spectatrice s'est pris la guitare sur la tête et je me suis brisé les côtes sur tout le flanc. Le concert en a été 'quelque peu écourté', si je puis dire... ».

### 2021: participation àHver gang vi møtes
En 2021, Arne Hurlen est l'invité d'honneur du quatrième épisode de la saison 11 de l'émission musicale Hver gang vi møtes,. Le concept de l'émission est qu'autour d'un repas convivial, l'invité d'honneur partage des anecdotes de vie et de carrière, le tout ponctué d'interventions des autres artistes attablés. C'est l'occasion de diverses reprises du répertoire de Postgirobygget :
- En Solskinnsdag interprété par Hkeem[19] ;
- Bohemen Leve interprété par Agnete Saba[20] ;
- Idyll interprété par Hanne Krogh[21] ;
- Tidløs interprété par Staysman[22] ;
- Ensomheten er vakker interprété par Trygve Skaug[23] ;
- Stein på stein interprété par Maria Mena[24].

## Œuvre

### Discographie

#### Albums/démo
- 1995 : Vennligst lukk døren (démo)[7]
- 1995 : Rivd (démo)[8]
- 1996 : Melis[27]
- 1997 : Essensuell[28],[29]
- 1999 : Supertanker[30]
- 2001 : 4-4-2[31]
- 2003 : Best av alt[32]
- 2005 : Gull[33]
- 2007 : Tidløs[34]
- 2009 : Øyeblikk[35]
- 2013 : Sommer i Norge[36]
- 2019 : Uteliv[37]
- 2020 : Lykke til[38]

#### EP
- 2010 : Big-5: Postgirobygget (durée totale de 17:29, 5  titres)[39]
- 2016 : Musikk fra Sloko (18:00, 5 titres)[40]

#### Singles
- 1996 : Under isen (durée : 2:28)[41]
- 1996 : Sløv uten dop (3:03)[42],[43]
- 1996 : Bohemen leve (2:32)[44]
- 1996 : Kamilla (2:25)
- 1996 : Idyll (3:24)[45],[46],[47]
- 1997 : En solskinnsdag (3:07)[48],[49]
- 1997 : Lei av å bli lurt (3:14)[50]
- 1998 : Hva gjør vi nå da (2:55)[51]
- 1999 : Hvordan går det med deg (2:33)[52]
- 1999 : Bulldozer (2:33)[53]
- 2001 : Mens du tror du har det gøy (3:41)[54]
- 2001 : Hva er bedre da (3:31)[55]
- 2001 : En lang tur (2:58)[56]
- 2003 : Ferie (3:37)[57]
- 2003 : Hva var det jeg sa  (3:35)[58]
- 2003 : Sommer på jorda (3:18)[59]
- 2005 : Hvem som helst kan flyte på sjarmen (3:51+1:20+2:07)[60]
- 2007 : Tidløs (3:51)[61]
- 2008 : Luftmadrass (3:02)[62]
- 2013 : Sommer i Norge  (3:31)[63]
- 2013 : Amerika (3:53)[64]
- 2016 : Minste motstands vei (3:57)[65]
- 2020 : Hummer og horer (3:09)[66]
- 2020 : Alle de kule (3:06)[67]

#### Autres participations
- 2011 : Idyll, Peders (3:30, reprise de Peders, part. Postgirobygget)
- 2021 : Sørenga, Morgan Sulele (2:43, part. Arne Hurlen et Postgirobygget)[68]